# Дворец культуры имени Котлова
Дворец культуры имени Котлова — здание в городе Кременчуге (Полтавская область, Украина), входит в перечень памятников архитектуры города.

## История
Изначально был построен в 1925—1927 годах как клуб вагоностроителей. В 1943 году был разрушен фашистами, реконструирован в 1950-е годы.

## Описание
Автор проекта — уроженец Кременчуга Ф. Мазуленко – сумел достичь органичного единства зрелищной части, в которую входили фойе, вестибюль, зрительный зал на 800 мест с амфитеатром, балконом и клубной, где располагались комнаты для кружковой работы и библиотека на 8 тыс. томов с читальным залом. Внешний облик здания носит черты модерна. Стены и потолки клуба расписаны в национальном украинском стиле.